# パシフィッククラシックステークス
パシフィッククラシックステークス(Pacific Classic Stakes)は、アメリカ合衆国カリフォルニア州・デルマー競馬場にて開催されている、ダート1マイル1/4（10ハロン、約2000メートル）で施行される競馬の競走である。グレード制ではG1に類される。

## 概要
アメリカ西海岸最大の競走である。例年8月に開催され、総賞金額は1,000,000ドル。サンタアニタパーク競馬場のサンタアニタハンデキャップやハリウッドゴールドカップステークスと並びアメリカ西海岸競馬を代表する競走で、近年それらの競走には時期的にドバイ遠征馬は出走しないこともあり、現在ではドバイ遠征から帰国した西海岸の強豪の多くが目標にするのでレベルは最も高い。ブリーダーズカップ・クラシックのプレップレースとしても重要視されている。
2021年からは「ワンミリオン・ワイルドウエストボーナスシリーズ」が創設され、本競走とサンタアニタハンデキャップ及びハリウッドゴールドカップステークスを全勝した陣営には100万ドル（約1億500万円）のボーナスが授与される。

## 歴史
- 1991年 - 創設。初代優勝馬はBest Pal （ベストパル）。
- 1993年 - 国際格付けを取得。国際G1となる。
- 1994年・1995年 - Tinners Way （ティナーズウェイ）が連覇。
- 1996年 - 17連勝を懸けて出走したCigar （シガー）がDare and Go （デアアンドゴー）に敗れ、連勝記録が16で途絶える。
- 2000年・2001年 - Skimming （スキミング）が連覇。
- 2003年 - Candy Ride （キャンディライド）に騎乗のジュリー・クローンが、女性騎手として初制覇を飾る。
- 2007年 - デルマー競馬場のエコトラック導入に伴い、馬場をオールウェザーに変更。
- 2009年・2010年 - Richard's Kid （リチャーズキッド）が連覇。
- 2015年 - 馬場をダートに変更。Beholder（ビホルダー）が牝馬として同競走初勝利。
- 2022年 - Flightline（フライトライン）がCountry Grammer（カントリーグラマー）に19馬身1/4という記録的大差をつける。

## 近年の勝ち馬
- 2024 Mixto
- 2023 Arabian Knight
- 2022 Flightline
- 2021 Tripoli
- 2020 Maximum Security
- 2019 Higher Power
- 2018 Accelerate
- 2017 Collected
- 2016 California Chrome
- 2015 Beholder
- 2014 Shared Belief[4]
- 2013 Game on Dude
- 2012 Dullahan
- 2011 Acclamation
- 2010 Richard's Kid
- 2009 Richard's Kid
- 2008 Go Between
- 2007 Student Council
- 2006 Lava Man
- 2005 Borrego
- 2004 Pleasantly Perfect
- 2003 Candy Ride
- 2002 Came Home
- 2001 Skimming
- 2000 Skimming